# Gintrac
Gintrac is een gemeente in het Franse departement Lot (regio Occitanie) en telt 111 inwoners (2009). De plaats maakt deel uit van het arrondissement Figeac.

## Geografie
De oppervlakte van Gintrac bedraagt 6,8 km², de bevolkingsdichtheid is dus 16,3 inwoners per km².
De onderstaande kaart toont de ligging van Gintrac met de belangrijkste infrastructuur en aangrenzende gemeenten.

## Demografie
Onderstaande figuur toont het verloop van het inwonertal (bron: INSEE-tellingen).